# Dicranomyia (Zelandoglochina) paradisea circumcincta
Dicranomyia (Zelandoglochina) paradisea circumcincta is een ondersoort van de tweevleugelige Dicranomyia (Zelandoglochina) paradisea uit de familie steltmuggen (Limoniidae). De ondersoort komt voor in het Australaziatisch gebied.